# Campionats del món de ciclisme en ruta de 1967
Els Campionats del món de ciclisme en ruta de 1967 es disputaren el 3 de setembre de 1967 a Heerlen, Països Baixos.

## Resultats
| Proves :                            | Or                                                                                | Or         | Argent                                                                          | Argent   | Bronze                                                                        | Bronze   |
| Masculines                          |                                                                                   |            |                                                                                 |          |                                                                               |          |
| Cursa en línia masculina detalls    | Eddy Merckx · Bèlgica                                                             | 6h 44' 42" | Jan Janssen · Països Baixos                                                     | m. t.    | Ramon Sáez Marzo · Espanya                                                    | m. t.    |
| Cursa en línia masculina amateur    | Graham Webb · Regne Unit                                                          | 4h 58' 43" | Claude Guyot · França                                                           | -        | René Pijnen · Països Baixos                                                   | -        |
| Contrarellotge per equips masculins | Suècia · Erik Pettersson · Gösta Pettersson · Sture Pettersson · Tomas Pettersson | -          | Dinamarca · Werner Blaudzun · Jørgen Hansen · Leif Mortensen · Henning Pedersen | -        | Itàlia · Lorenzo Bosisio · Benito Pigato · Vittorio Marcelli · Flavio Martini | -        |
| Femenines                           |                                                                                   |            |                                                                                 |          |                                                                               |          |
| Cursa en línia femenina detalls     | Beryl Burton · Regne Unit                                                         | 1h 26' 30" | Lubov Zadoroznaya · Unió Soviètica                                              | + 1' 47" | Anna Konkina · Unió Soviètica                                                 | + 5' 47" |

## Medaller
| Posició | País           | Or | Plata | Bronze | Total |
| 1       | Regne Unit     | 2  | 0     | 0      | 2     |
| 2       | Bèlgica        | 1  | 0     | 0      | 1     |
| 2       | Suècia         | 1  | 0     | 0      | 1     |
| 4       | Països Baixos  | 0  | 1     | 1      | 2     |
| 4       | Unió Soviètica | 0  | 1     | 1      | 2     |
| 6       | Dinamarca      | 0  | 1     | 0      | 1     |
| 6       | França         | 0  | 1     | 0      | 1     |
| 8       | Itàlia         | 0  | 0     | 1      | 1     |
| 8       | Espanya        | 0  | 0     | 1      | 1     |
| Total   | Total          | 4  | 4     | 4      | 12    |